# Bassar
Bassar é uma cidade na província de Bassar, região de Kara, no Togo, situada a oeste de Kara . A cidade faz divisa com Tatale, que fica em Gana. A cidade tem uma população de 64.888 habitantes .

## Cultura

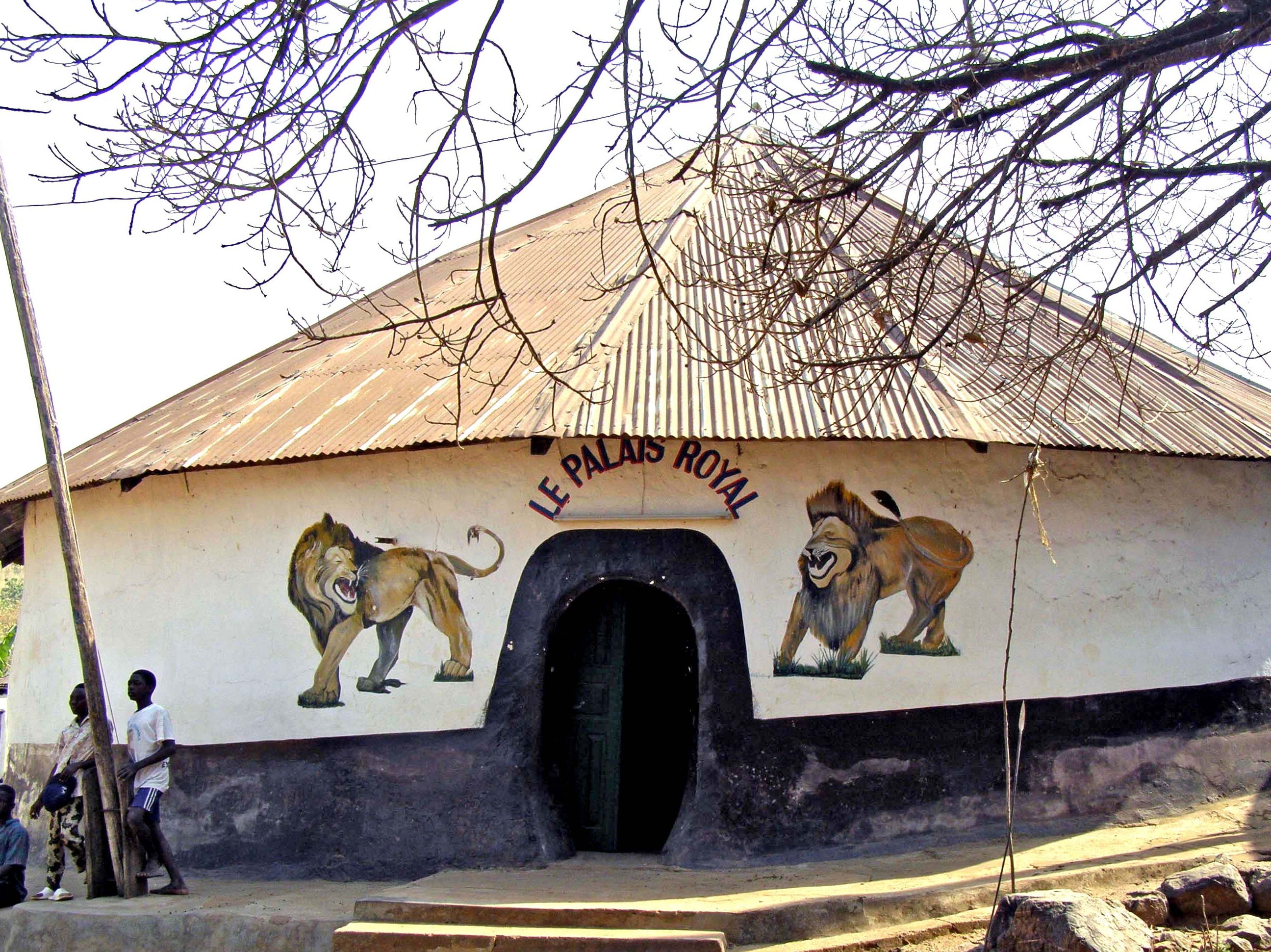
Palácio Real de Bassar

Bassar era originalmente um centro de fabricação de ferro . Agora é conhecida como a capital do inhame do Togo. A cidade é bastante conhecida por produzir Labaco de inhame, que é o tipo preferido para fazer fufu, um alimento básico da culinária togolesa.
Bassar tem um Rei, onde a sucessão ocorre de maneira hereditária, que é transmitida de geração em geração. A sede do rei está no Le Palais Royal (o Palácio Real).
Bassar serve como um importante centro de comércio. Tem ligações rodoviárias com Burkina Faso

## Galeria

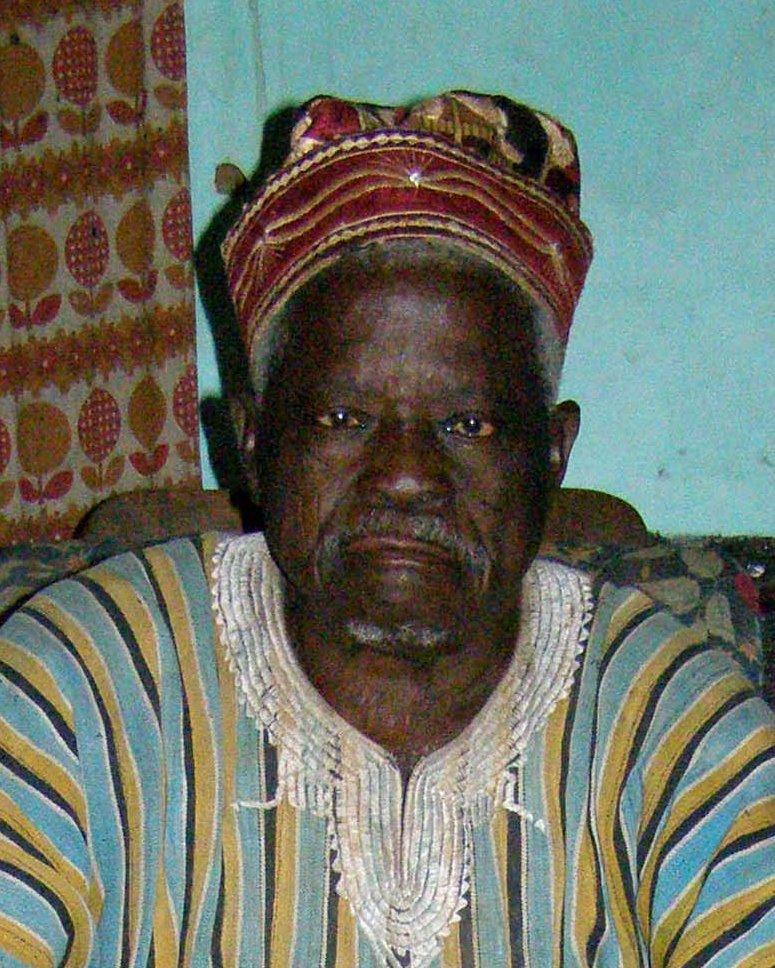
O Rei de Bassar
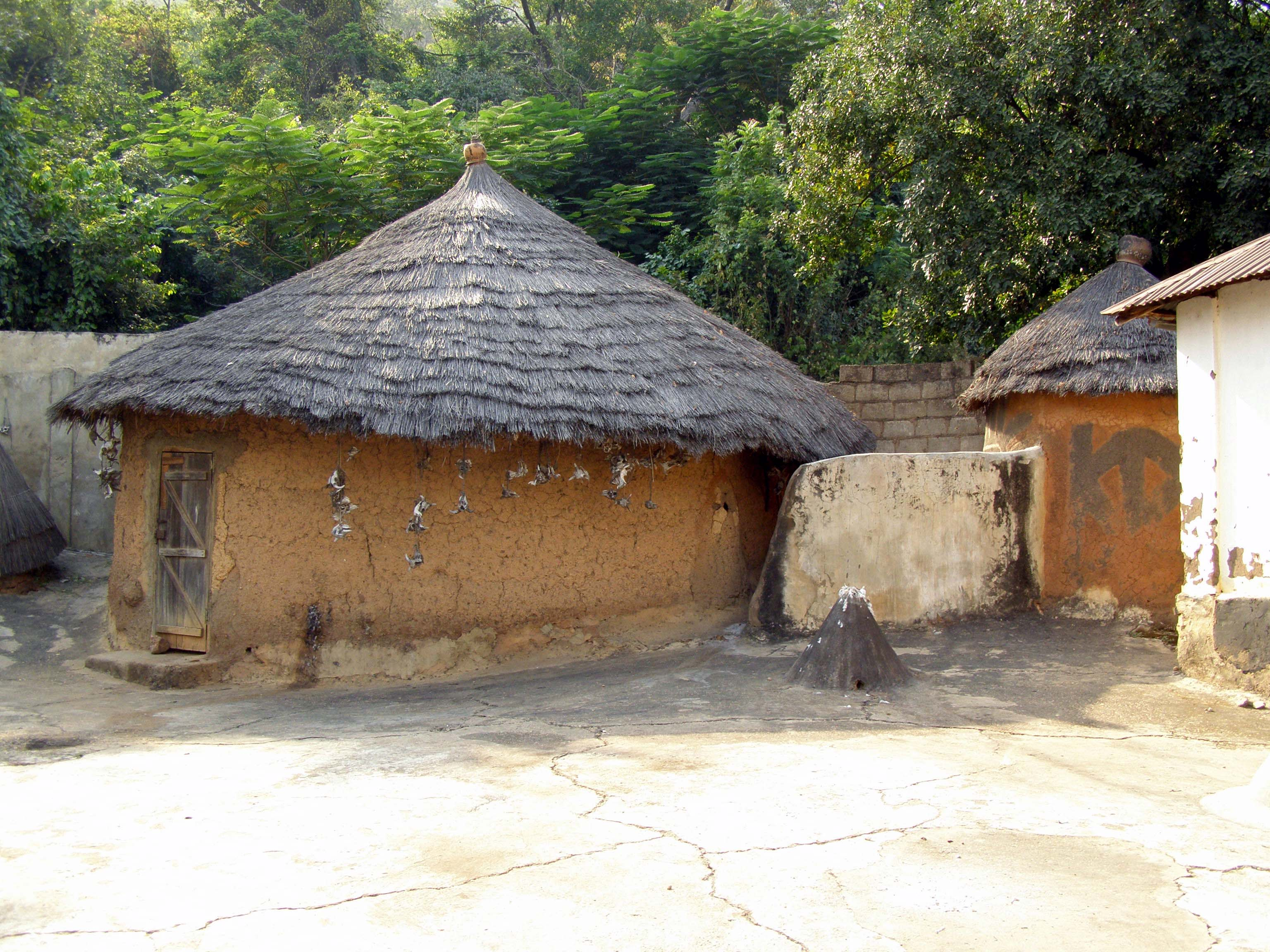
Casas dos Mortos
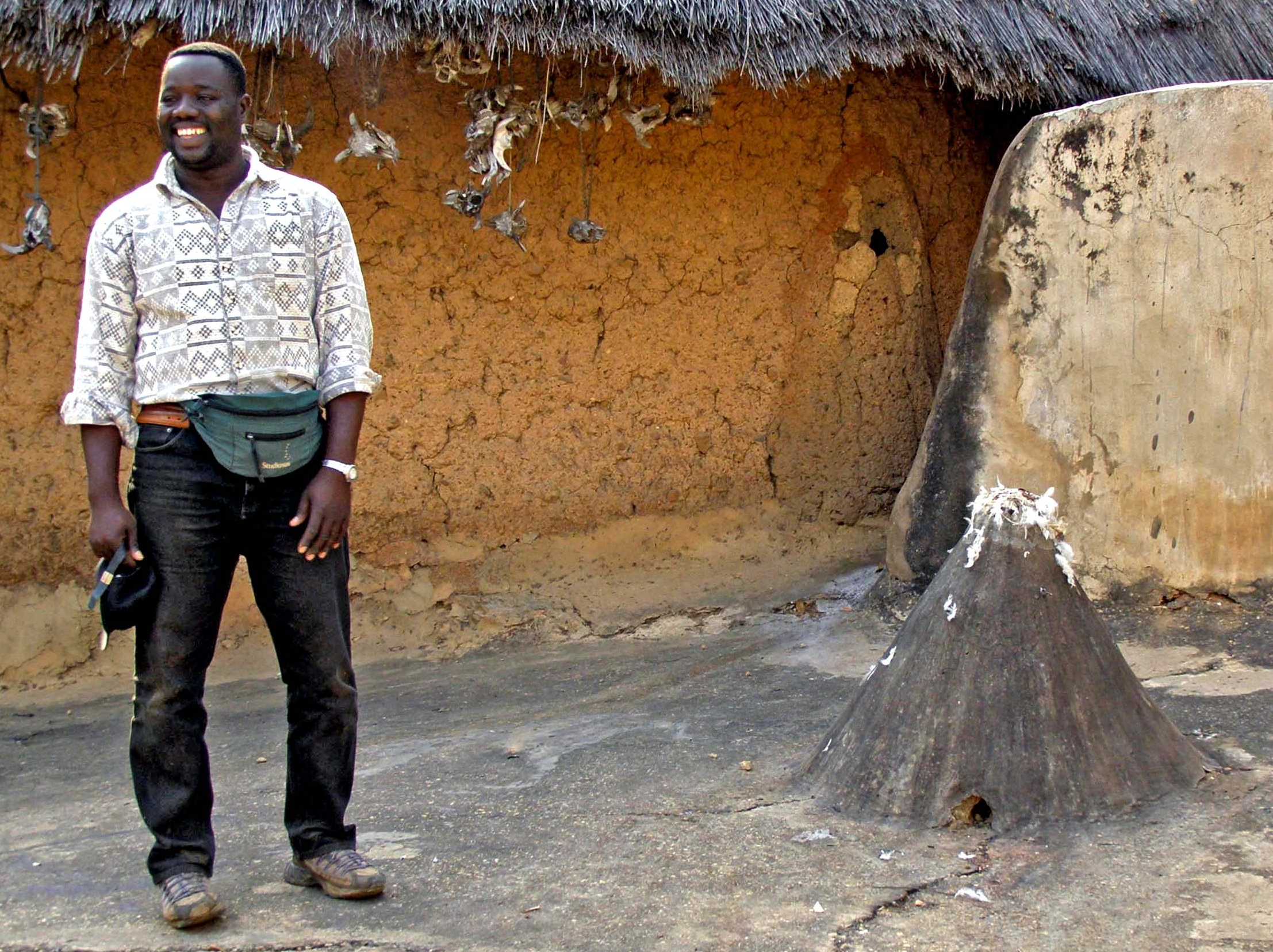
mausoléu do rei
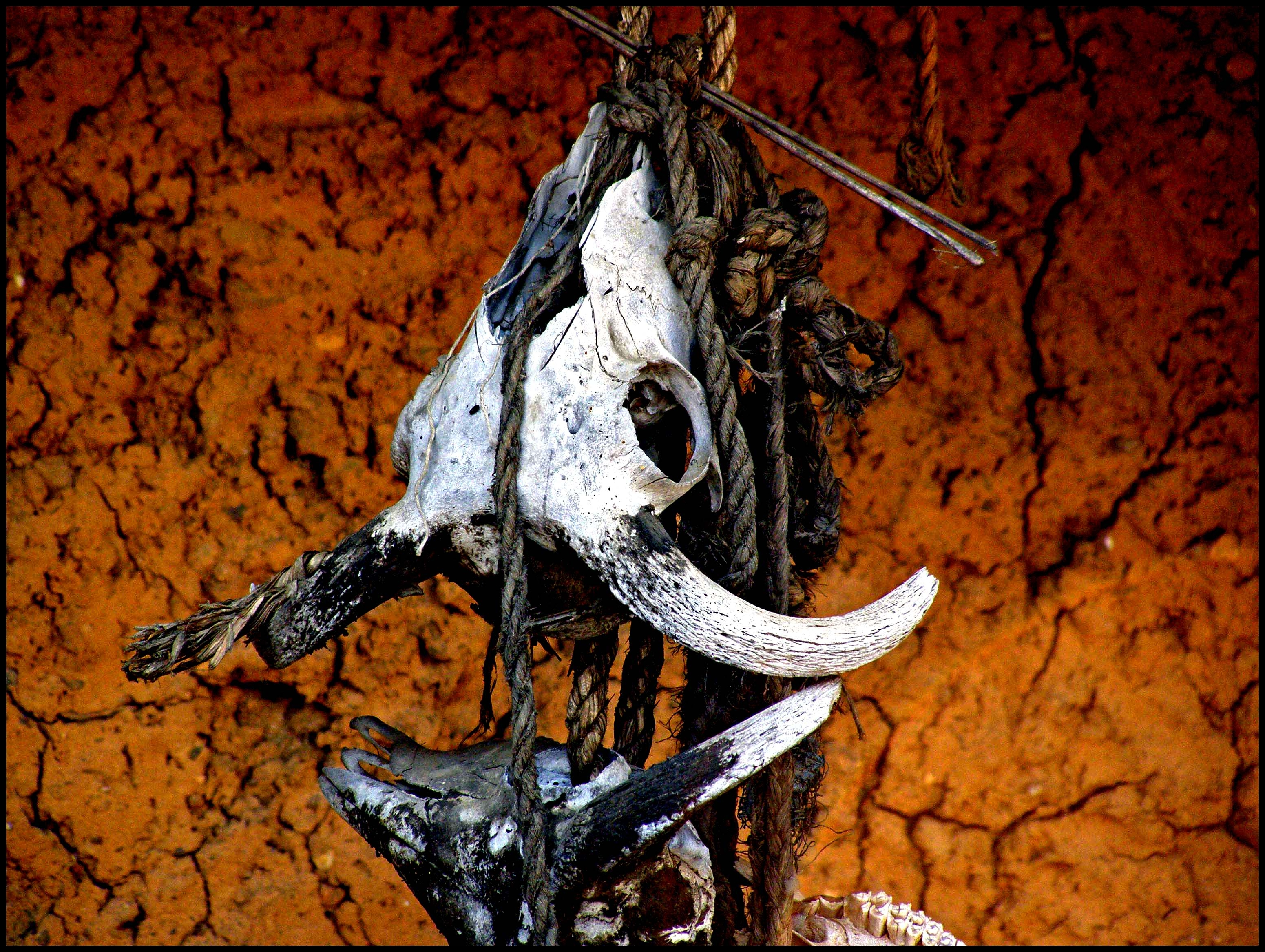
Bode sacrificado